# 2-Méthylbutane
Le 2-Méthylbutane, ou isopentane, est un hydrocarbure saturé de la famille des alcanes de formule brute C5H12. Il est un des isomères structuraux du pentane.

## Utilisation
L'isopentane est utilisé pour la synthèse industrielle de l'isoprène via la déshydrogénation oxydative. Deux procédés existent : le premier en une étape est une adaptation du procédé Houdry avec l'alumine comme catalyseur. Le rendement est de 52 % à une température de 600 °C et à une pression de 7 kPa. Le deuxième procédé est constitué de deux étapes.
La synthèse du 2-méthylbutan-2-ol utilise également l'isopentane comme réactif avec un catalyseur de cobalt et de molybdène.
La production du caoutchouc synthétique utilise le 2-méthylbutane comme solvant pour sa propriété anti-polymérisation.